# 천남성족
천남성족(天南星族, 학명: Arisaemateae 아리사이마테아이[*])은 천남성아과의 족이다.

## 하위 분류
- 반하속(Pinellia Ten.)
- 천남성속(Arisaema Mart.)